# U-Bahnhof Polytechnisches Institut
Der U-Bahnhof Polytechnisches Institut (ukrainisch Політехнічний інститут (станція метро)/ Politechnitschnyj instytut (stanzija metro) ⓘ, russisch Политехнический институт (станция метро, Киев)) ist ein U-Bahnhof der Metro Kiew in der ukrainischen Hauptstadt Kiew.

## Geschichte
Der Bau des U-Bahnhofes wurde schon in den 1950er Jahren als Teil des ersten Bauabschnittes der Kiewer Metro geplant. Architektonisch waren die Entwürfe in Anlehnung an den Empire-Stil gehalten.
Erbaut wurde die Station jedoch erst im zweiten Bauabschnitt. Für den Bau der Bahnsteigtunnel kam erstmals in der Sowjetunion eine Stahlbetonkonstruktion zum Einsatz. Diese wurde von Mitarbeitern der Kiewer Niederlassung von Metrodiprotrans entwickelt und wurde in der Folgezeit zur Standardlösung für den Bau von U-Bahnhöfen in der UdSSR.
Eröffnet wurde die Station am 5. November 1963 durch den damaligen 1. Sekretär des Zentralkomitees der Kommunistischen Partei der Ukraine Petro Schelest.

## Architektur
Die Halle des Bahnhofs ist eine Konstruktion aus drei Tunnelröhren, wobei die mittlere Röhre den 101 m langen und 15,5 m breiten Mittelbahnsteig aufnimmt, während in den beiden seitlichen Röhren die Gleise der Metro verlaufen. Die Röhren sind im Bereich des Bahnsteiges durch eine Reihe von sich nach unten verjüngenden Pfeilern mit senkrechten Lüftungsgittern getrennt. Erschlossen wird der Bahnsteig an einer Stirnseite durch eine dreispurige Rolltreppe.
Dem Zeitgeist Anfang der 1960er Jahre der damaligen Sowjetunion entsprechend, war der Bau im Gegensatz zu den Stationen des ersten Bauabschnittes nun betont sachlich gehalten. Wände und Pfeiler sind glattflächig verkleidet, auf funktionslosen Zierrat wurde verzichtet, sogar die Pfeiler sind ohne Gesimse ausgeführt. Lediglich an der dem Zugang gegenüberliegenden Stirnseite befindet sich ein Basrelief, das in einer allegorischen Darstellung die Erfolge der sowjetischen Raumfahrt feiert. Der Name der Station wurde in ukrainischer Sprache in erhabenen Buchstaben an den Längsseiten angebracht, und an einer Durchgangstür ist das Jahr der Eröffnung vermerkt.
Das Relief wurde von dem russisch-sowjetischen Bildhauer Wassili Sacharowitsch Borodai geschaffen, Architekten des Bahnhofes waren Grigori Wladimirowitsch Golowko, Boris Wiktorowitsch Dsbanowskij, Jewgeni Leonidowitsch Iwanow und Michail Markowitsch Syrkin.

## Lage und Zugang
Der Zugang zum Bahnhof befindet sich im Erdgeschoss des Verwaltungsgebäudes der Kiewer Metro an der Kreuzung Siegesprospekt / Polytechnische Gasse. In unmittelbarer Nähe befinden sich Haltestellen der Schnellstraßenbahn Kiew sowie mehrerer Trolley- und Autobuslinien. Nahe bei der Station befinden sich auch das Hauptgebäude des namensgebenden Kiewer Polytechnischen Institutes, der Kiewer Zoo und der Puschkinpark.

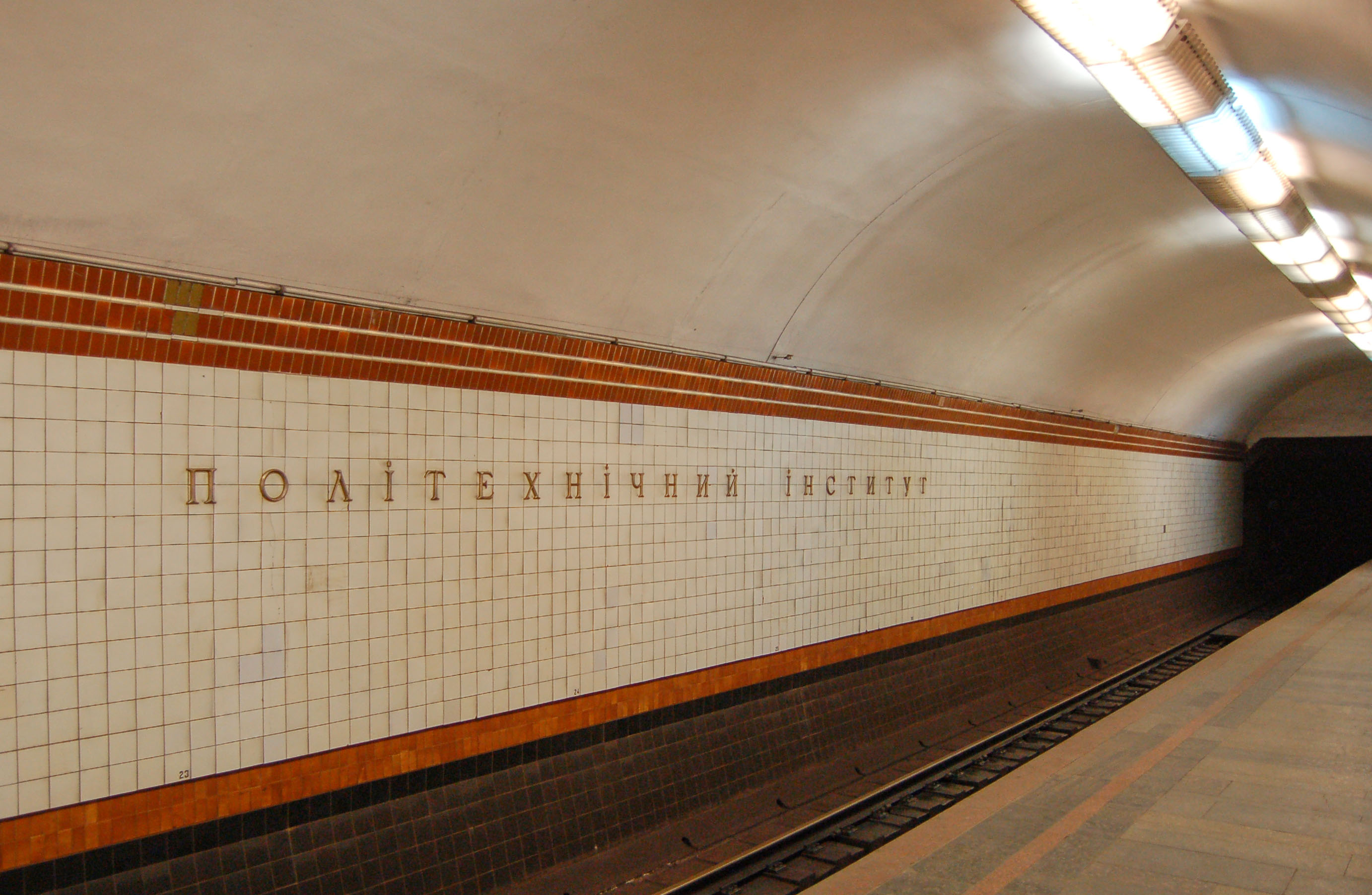
Gleis mit Stationsnamen
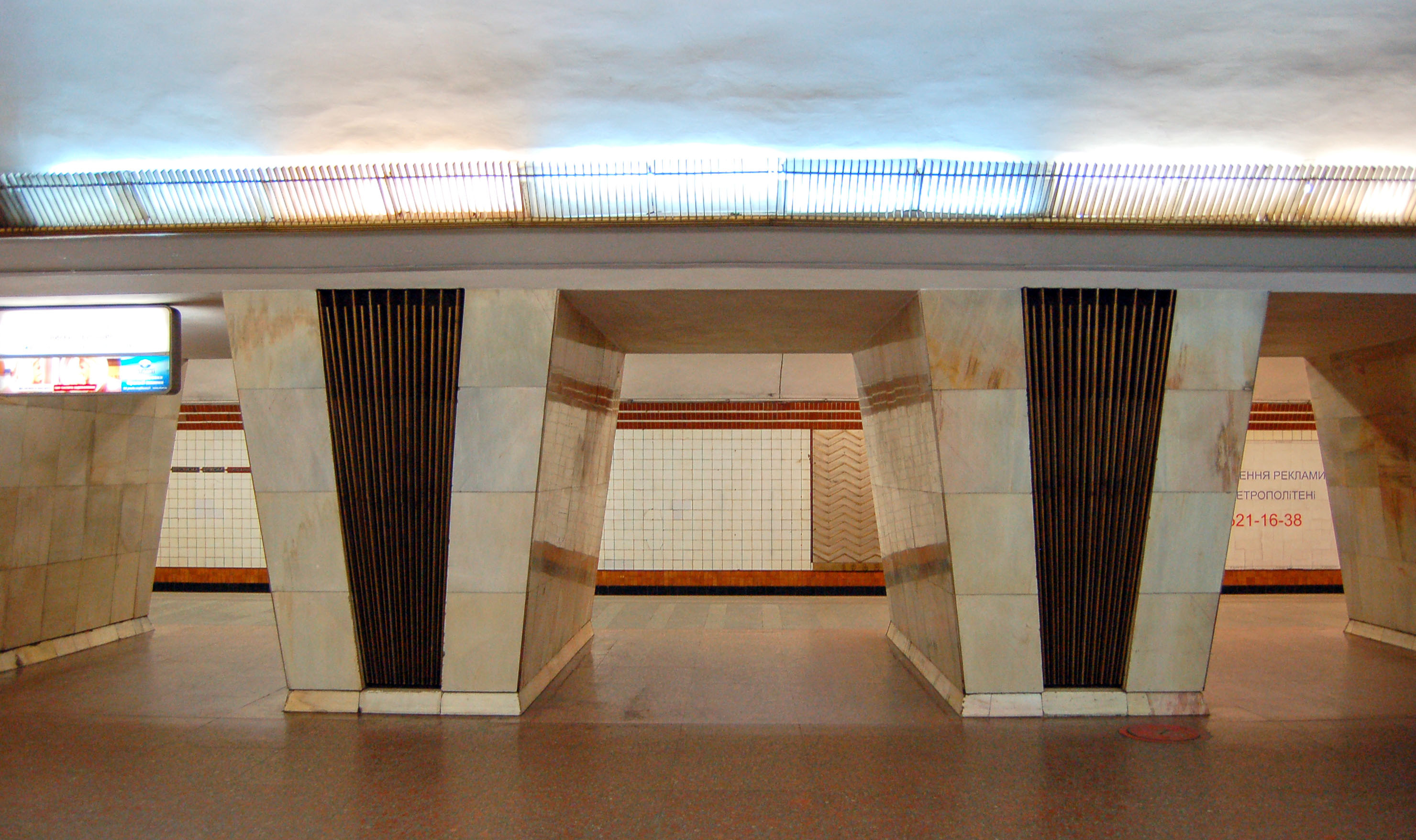
Pfeiler mit Lüftungsgittern
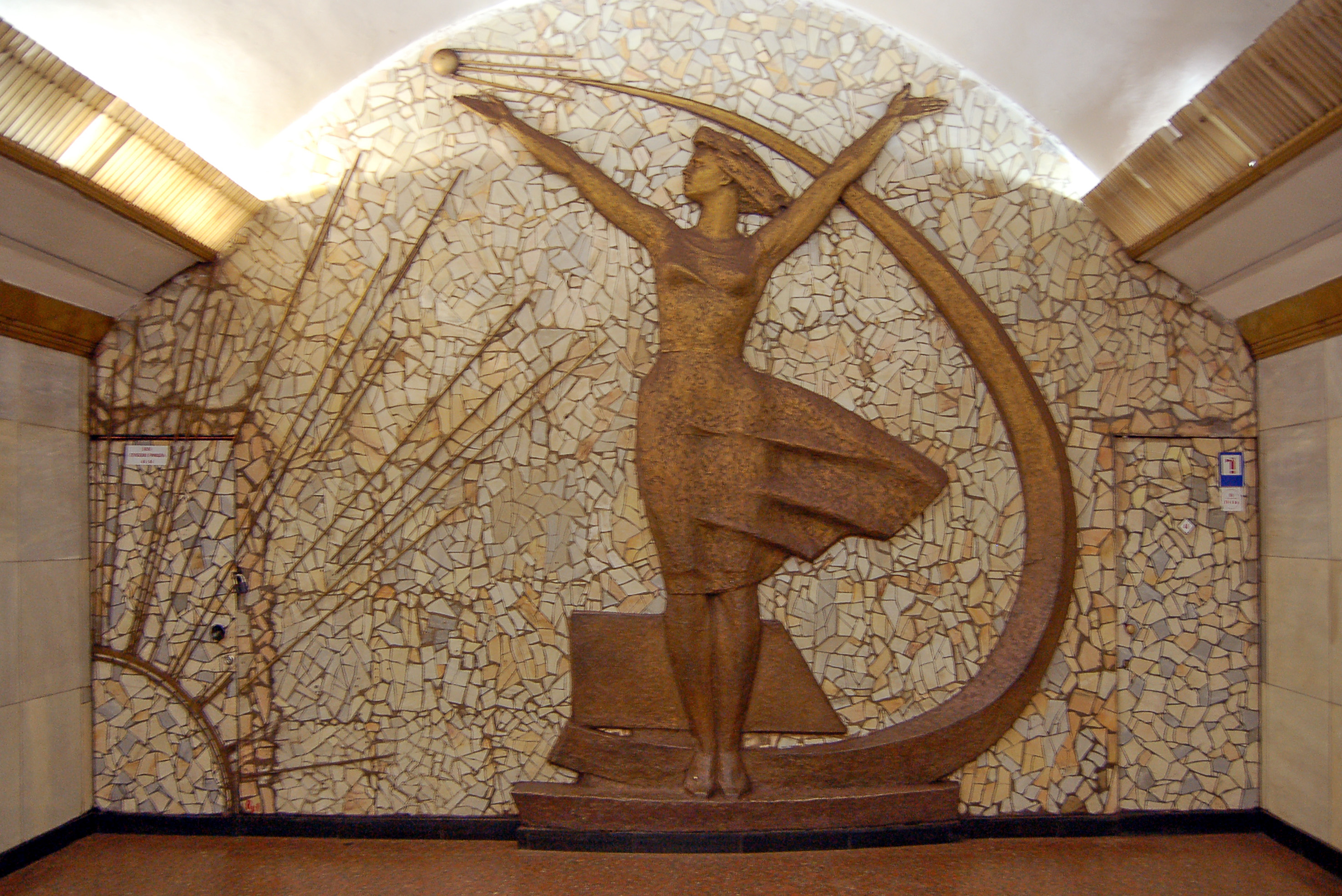
Basrelief an der Stirnseite
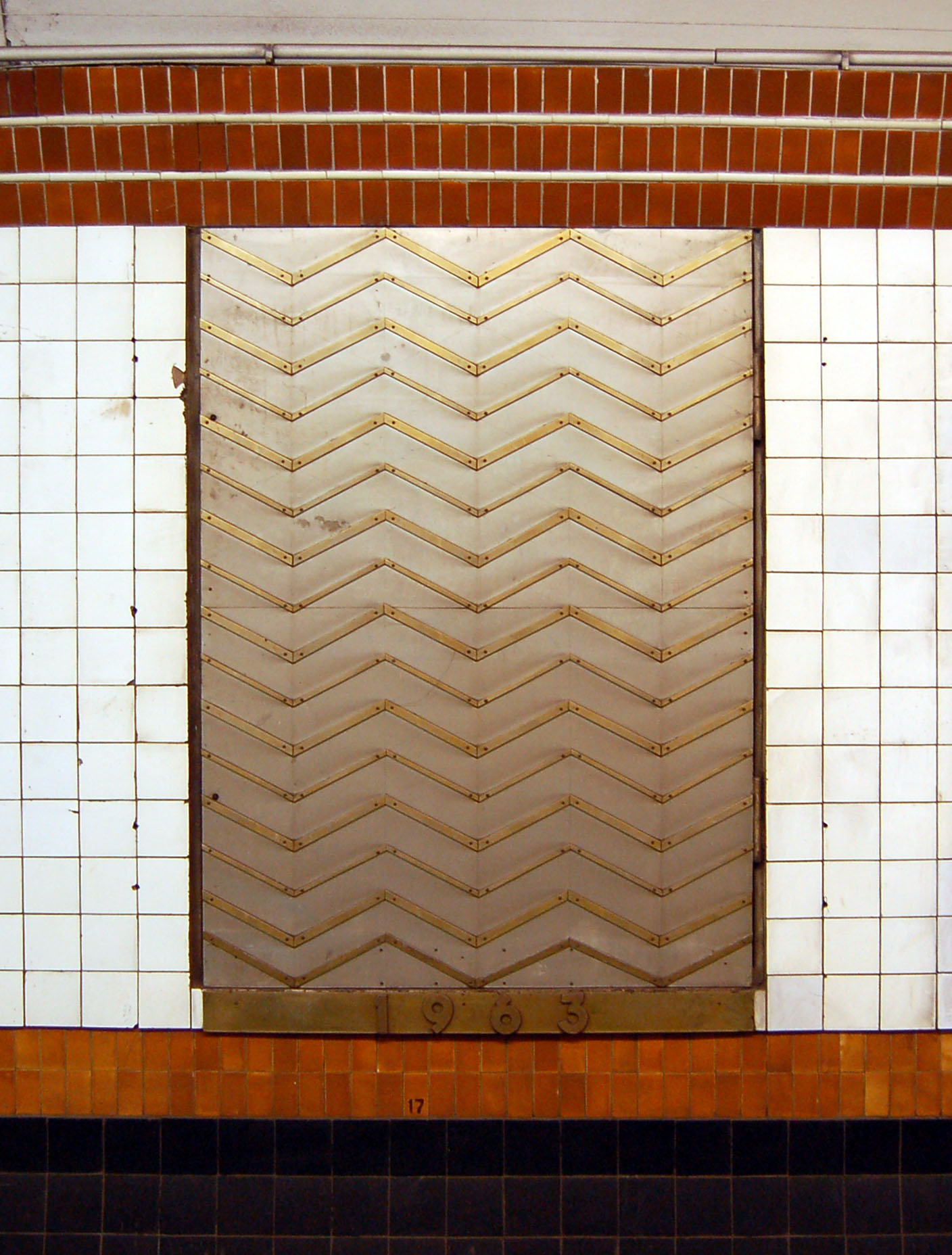
Tür mit dem Jahr der Eröffnung
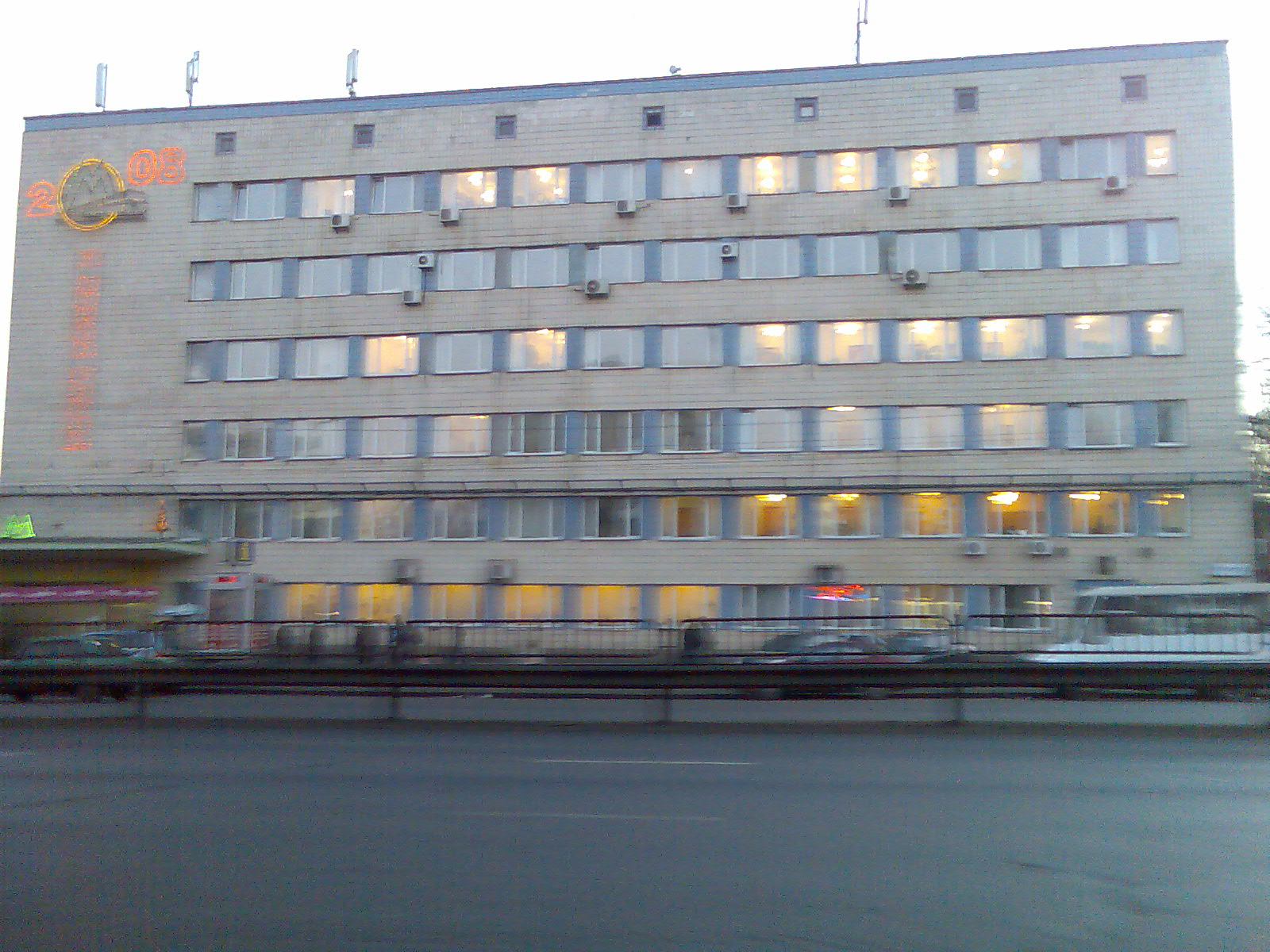
Gebäude der Verwaltung der Kiewer Metro mit dem Eingang zur Station im Erdgeschoss